# Анален секс
Анален секс (анално проникване, анално сношение) е сексуална практика, при която пенисът на единия партньор се вкарва в ануса на другия с цел получаване на сексуално удоволствие. Използването на различни секс играчки за стимулиране на ануса и ректума също се счита за анален секс.
Аналният секс може да достави удоволствие както на проникващия, така и на приемащия партньор, тъй като анусът притежава нервни окончания, подобни на тези по клитора и пениса. Смята се, че за жените аналният секс е приятен, тъй като по този начин се стимулира преградата между ректума и вагината, а също и Г-точката. Това доставя неповторимо удоволствие на жената, което е различно и не може да се усети по време на класическия секс. При мъжете отвъд ректалната преграда се намира простатната жлеза, чието дразнение при анален секс също е източник на удоволствие.
В някои култури аналният секс се разглежда като табу и е обявен за противозаконен от някои законодателства (виж Закони против содомията).
При практикуване на анален секс е необходимо особено внимание, търпение, както и употребата на лубриканти, тъй като, за разлика от вагината, анусът няма естествена лубрикация. В противен случай актът може да е болезнен за приемащия партньор, а в по-драстични случаи – да доведе и до наранявания.
Както и вагиналният секс, аналният секс без предпазни мерки създава опасност от заразяване с полово предавани болести. Освен опасността от зараза, съществува и чисто физиологична опасност от наранявания и разкъсвания. По тази причина в ануса не бива да бъдат вкарвани предмети с ръбове и остри върхове, както и въобще предмети над 20 см, тъй като може да се увредят стените на дебелото черво. От друга страна, аналният секс не крие риск от забременяване, така че мъжът може съвсем спокойно да отдели сперма в ануса на партньорката си.